# Agrale
Agrale est une entreprise brésilienne fabriquant divers véhicules allant de la moto aux poids lourds, des véhicules agricoles aux véhicules militaires, fondée le 14 décembre 1962 sous le nom de Agrisa- Indústria Gaúcha de Implementos Agrícolas S.A. (Agrisa).
Le siège social de l'entreprise se situe à Caxias do Sul, au Brésil.

## Histoire
L'entreprise est donc fondée le 14 décembre 1962 sous le nom de Agrisa- Indústria Gaúcha de Implementos Agrícolas S.A. (Agrisa) et produit alors des cultivateurs mécaniques et des moteurs diesel.
Le 14 octobre 1965, l'entreprise est rachetée par Francisco Stédile Group qui va transférer le siège à Caxias do Sul et la renommer Agrale S.A Tratores e Motores.
En 1968, l'entreprise lance l'Agrale 415, son premier tracteur, qui sera fabriqué dans l'usine de Caxias do Sul.
En 1975 est inaugurée la Factory 1, la plus grande usine de la marque à ce moment, qui comprend le siège administratif et les lignes d'assemblage des tracteurs et des moteurs.
En 1982, la marque lance la production de l'Agrale TX 1100, son premier camion.
En 1983, la marque se lance dans la production de motocyclettes avec l'aide de Cagiva. Elle acquiert également Alpina, fabricant de vélomoteurs.
En 1985, inauguration de la Factory 2 à Caxias do Sul qui sera la ligne d'assemblage des véhicules.

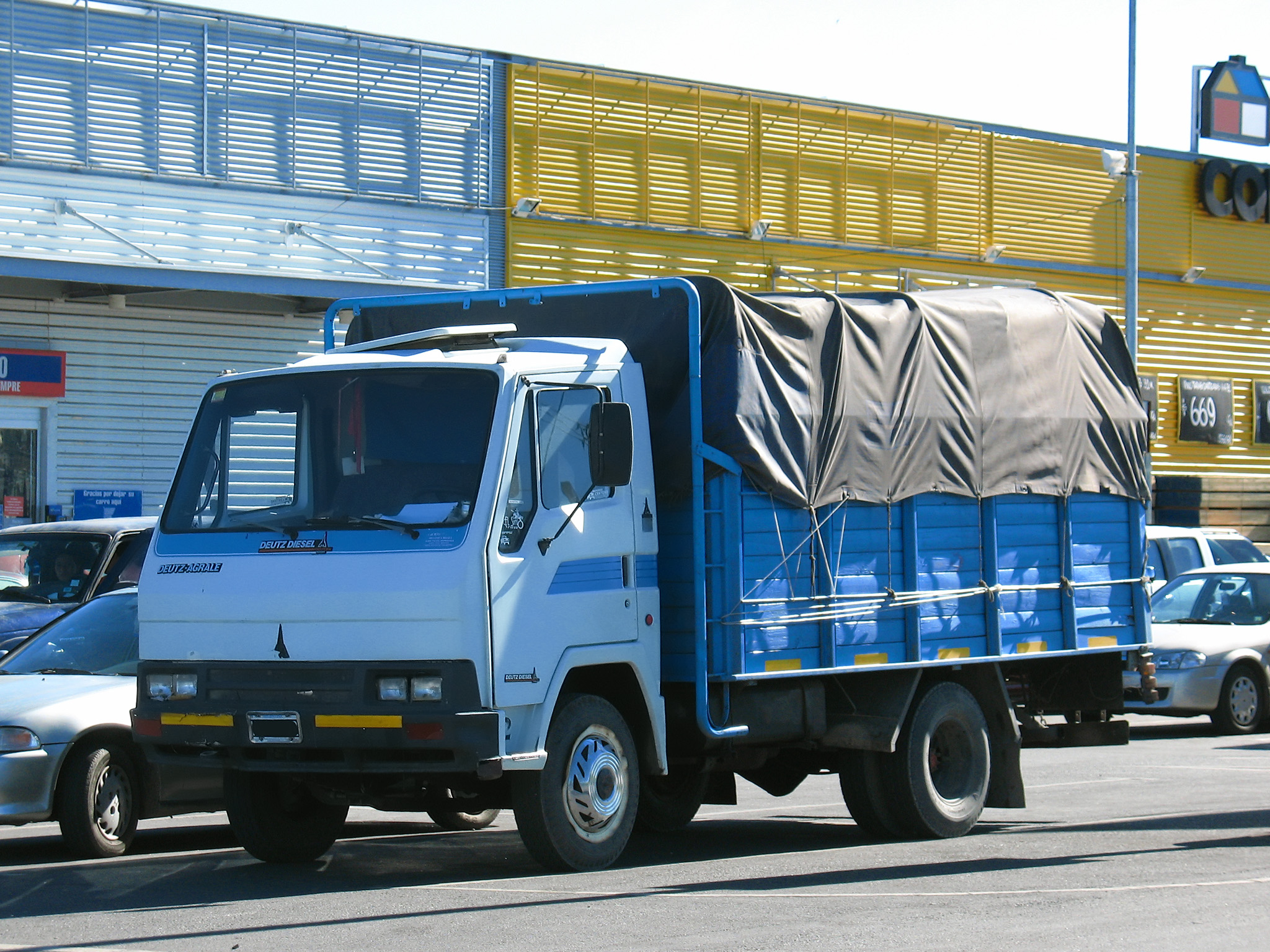
Deutz-Agrale Dynamic Diesel.

En 1988, signature d'accords avec Deutz dans le cadre du Mercosur pour le lancement d'Agrale Deutz au Brésil pour la production de tracteurs lourds et Deutz Agrale en Argentine pour la production de camions.
En 1990, inauguration de la Factory 3, ligne d'assemblage des cabines et composants des véhicules.
En 1996, début du développement du premier châssis spécialement pour le minibus Volare.
En 1997, lancement de la production de tracteurs de taille intermédiaire grâce à un accord signé avec Zetor.
En 1998, début de la production de l'Agrale International en collaboration avec Navistar. Accord avec Marcopolo pour l'assemblage des mini-bus Volare.
En 2004, lancement de l'Agrale Marruá.
En 2006, fin de la production de motocyclettes. Lancement du premier tracteur brésilien fonctionnant au biodiesel.
En 2008, ouverture de l'usine de Mercedes, en Argentine.
En 2009, présentation de l'Hybridus, un bus hybride fonctionnant au diesel et à l'énergie électrique.
En 2011, mise en conformité de la gamme avec la norme Euro V.
En 2012, présentation du Marruá électrique à la conférence climatique de Rio, issue d'une collaboration avec Itapu et Stola.
En 2015, début de la production de bus à São Mateus.

## Gamme

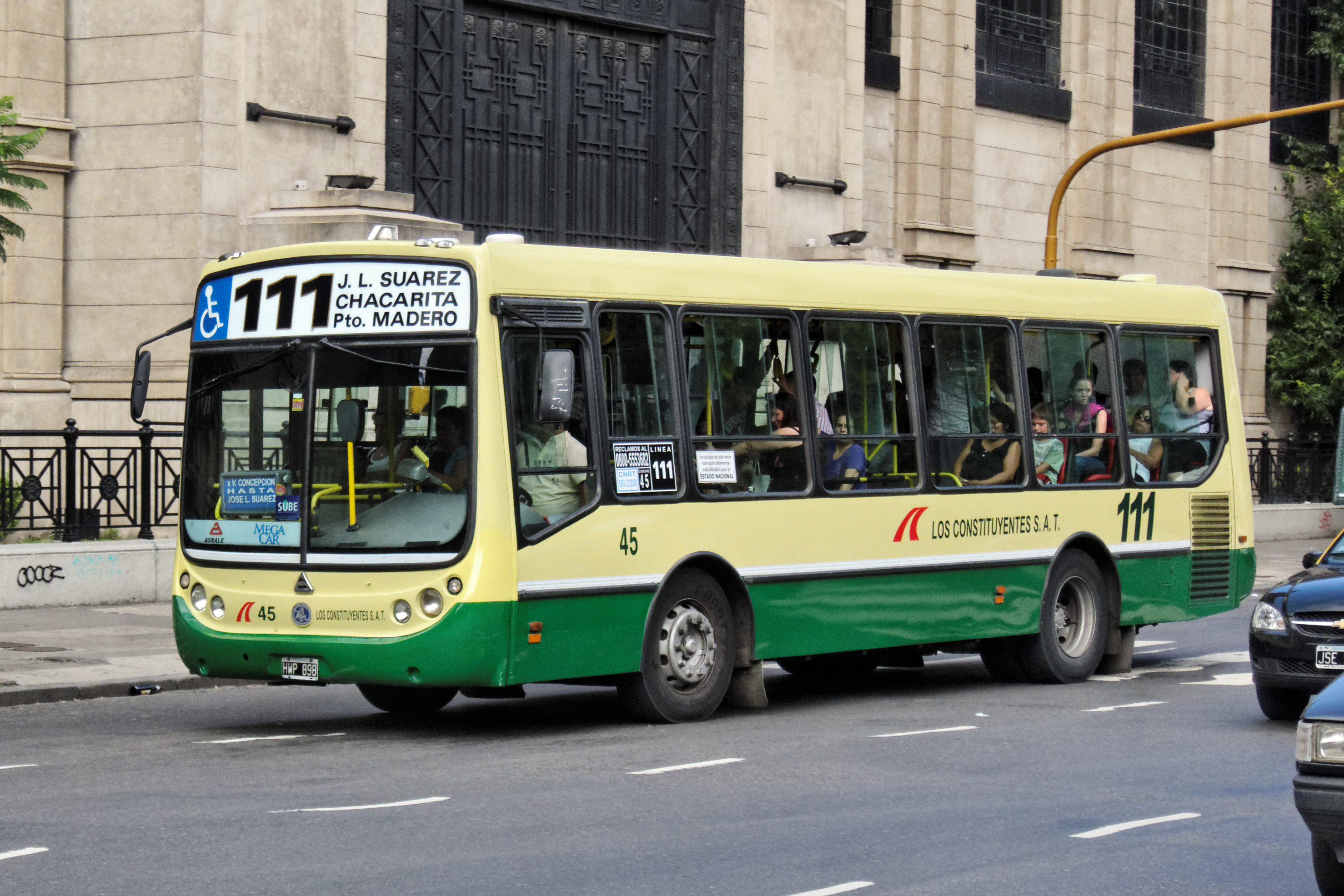
Bus Agrale à Buenos Aires.

La marque produit des tracteurs de toutes tailles (4000, 500, 5000, 6000, Industrial) mais aussi des camions (Ligne A et Ligne S), des châssis de bus (microbus, midibus et même bus blindés). Mais Agrale produit également la Marruá, un véhicule servant notamment dans l'armée brésilienne et semblable au Hummer.
Toute la production d'Agrale est conforme à la norme Euro V.

## Usines
La marque dispose de 3 usines au Brésil à Caxias do Sul et São Mateus et d'une en Argentine à Mercedes.

## Distribution

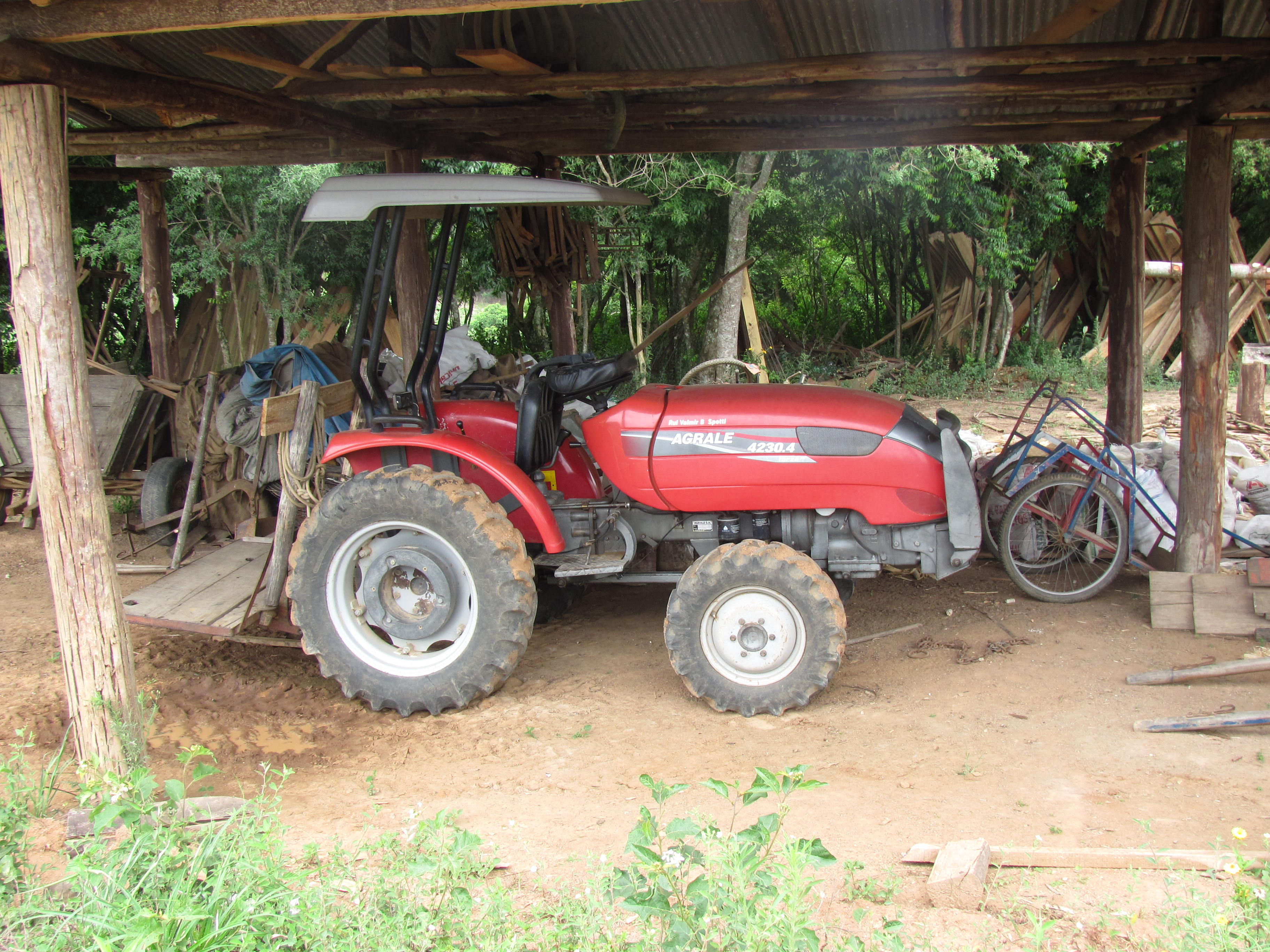
Agrale 4230.4

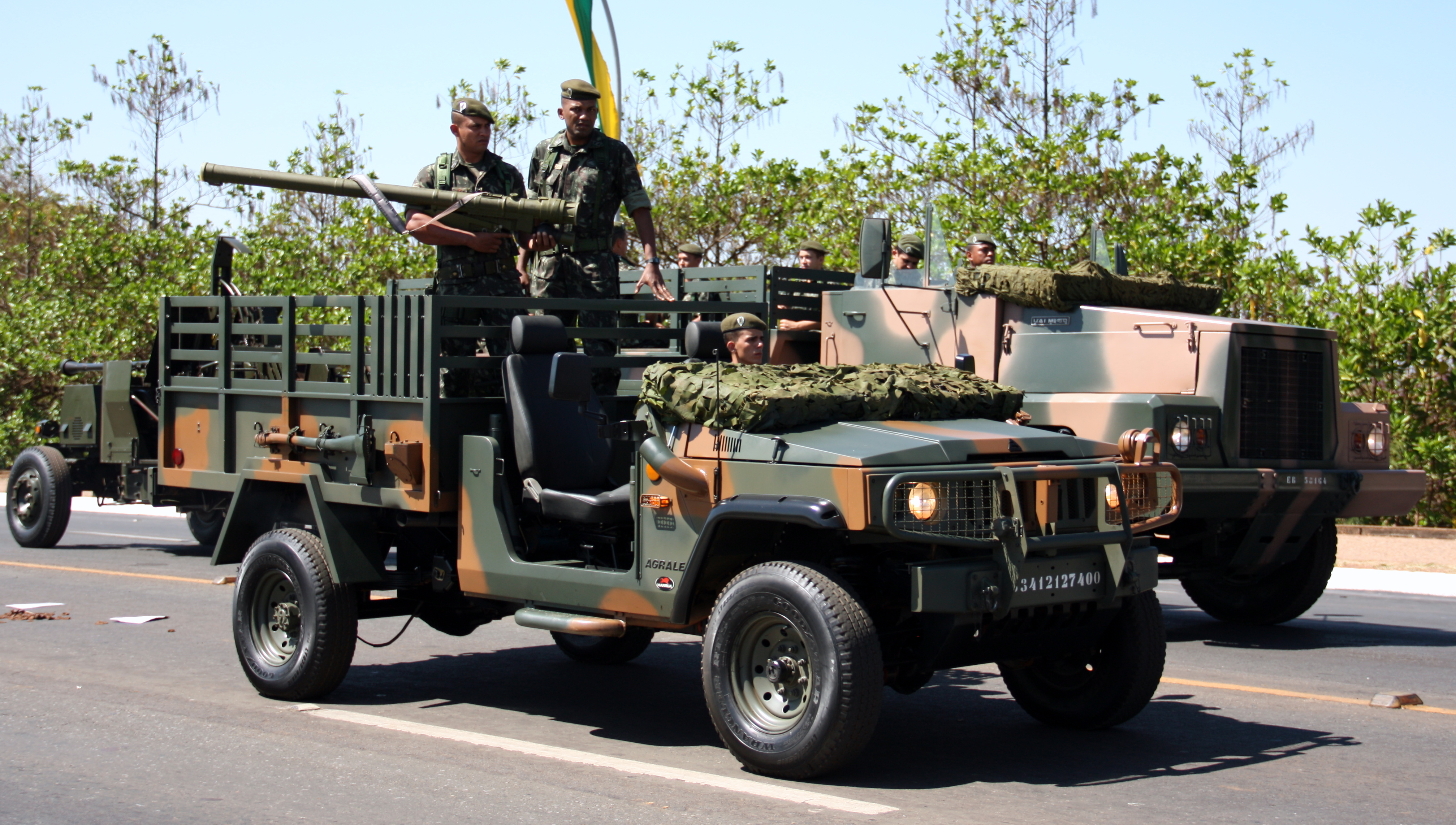
Agrale Marruá.

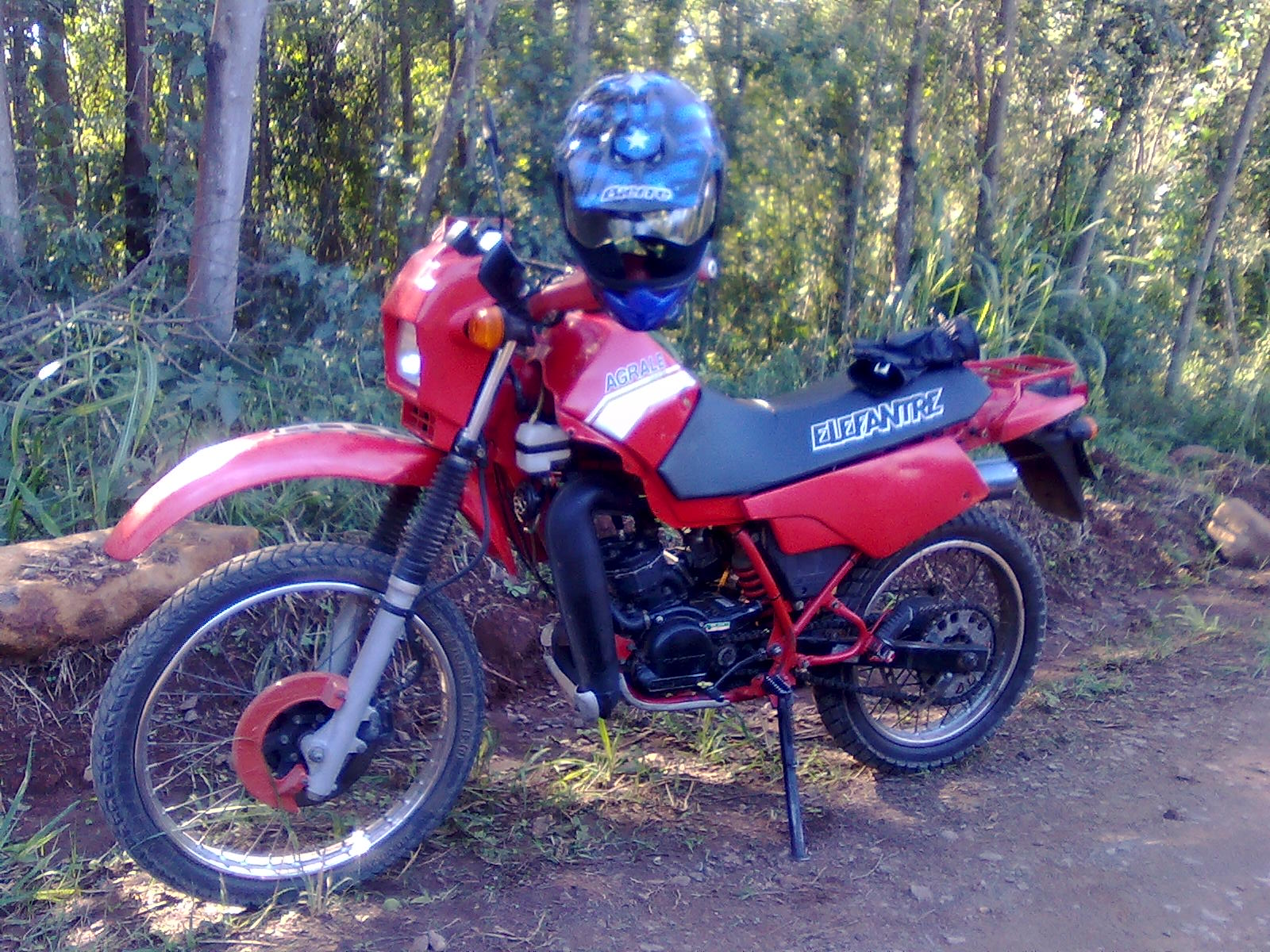
Agrale Elefantré 30.0.

Les produits Agrale sont distribués dans les pays suivants :
- Afrique du Sud
- Angola
- Argentine
- Bolivie
- Brésil
- Cap-Vert
- Chili
- République du Congo
- Costa Rica
- Cuba
- Équateur
- Émirats arabes unis
- Guatemala
- Guyana
- Guyane
- Jordanie
- Koweït
- Liban
- Mozambique
- Namibie
- Nigeria
- Panama
- Paraguay
- Pérou
- République dominicaine
- Salvador
- Suriname
- Trinité-et-Tobago
- Turquie
- Uruguay
- Venezuela
- Zimbabwe

## Chiffres de production Tracteur agricole
| Année | 1964 | 1965 | 1966 | 1967 | 1968 | 1969 | 1970 | 1971 | 1972 | 1973 | total |
| ----- | ---- | ---- | ---- | ---- | ---- | ---- | ---- | ---- | ---- | ---- | ----- |
| T-213 | 55   | 0    | 158  | 341  | 156  | 14   | 30   | 10   |      |      |       |
|       |      |      |      |      |      |      |      |      |      |      |       |
| total | 55   | 0    | 158  | 341  | 156  | 14   | 30   | 10   |      |      |       |

, 

## Chiffres de production Agrale Camions
| Année          | 1982 | 1983 | 1984 | 1985 | 1986 | 1987 | 1988 | 1989 | 1990 | 1991 | 1992 | 1994 | total |
| -------------- | ---- | ---- | ---- | ---- | ---- | ---- | ---- | ---- | ---- | ---- | ---- | ---- | ----- |
| Camions légers | 200  | 183  | 92   | 95   | 0    | 0    | 0    | 0    | 0    | 0    | 0    | 0    |       |
| Camions        | 0    | 115  | 476  | 695  | 1674 | 1322 | 1510 | 1175 | 1528 | 1151 | 612  | 1444 |       |
| total          | 200  | 298  | 568  | 790  | 1674 | 1322 | 1510 | 1175 | 1528 | 1151 | 612  | 1444 |       |